# 焦從周
焦從周（1413年—？），字孟文，湖廣郴州興寧縣人，民籍。明朝政治人物。進士出身。

## 生平
湖廣鄉試第八名。正統四年（1439年）己未科會試第二十二名，殿試登進士第三甲第三十名。

## 家族
曾祖焦必政。祖父焦慶華，封吏科給事中。父亲焦起良，曾任戶科都給事中。